# Сенусерт II
Сенусерт II - фараон Древнего Египта, правивший приблизительно в 1882 - 1872 годах до н. э.; из XII династии (Среднее царство).

## Биография

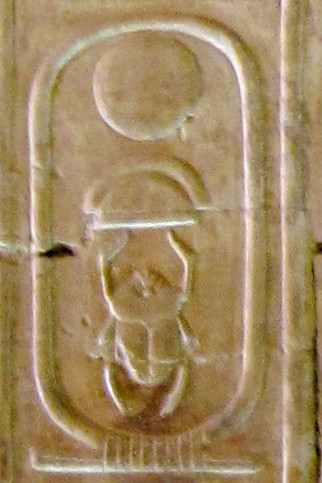
Картуш Хахеперра (Сенусерта II) в Абидосском списке фараонов (№ 62)

Сенусерт II считается сыном своего предшественника на престоле Аменемхета II, хотя для этого предположения нет веских доказательств. Последние три года правления своего отца Сенусерт был его соправителем.
Сенусерт II упомянут под своим тронным именем Хахеперра в Абидосском (№ 62) и Саккарском (№ 42) списках фараонов. Манефон по какой-то причине объединяет двух фараонов Сенусерта II и Сенусерта III в одного царя, носившего имя Сесострис, и приписывает этому легендарному правителю, покорителю полмира, 48 лет правления. В Туринском папирусе ни имя, ни количество лет правления Сенусерта II не сохранилось; можно только разобрать, что цифра заканчивалась на 9. То есть это могло быть как 9 лет, так и 19. Причём последняя цифра выглядит правдоподобнее, так как Сенусерт II успел закончить свою пирамиду и комплекс окружающих её зданий.
В датировочных надписях, относящихся ко времени правления Сенусерта II, описываются события первого, второго, третьего, пятого, шестого и 13-го годов его царствования. В Ихнасье (Гераклеополе) были найдены блоки храма, сооружённого этим царём; из Карнака происходит сделанная из красного гранита голова его статуи; в Нехене (Иераконполь) была обнаружена его статуя; в Серабит-эль-Хадим, важнейших копях Синая, найдена статуэтка; в каменоломнях Вади-Хаммамат обнаружена надпись, датированная вторым годом правления этого царя; а в Кусейре, портовом городе на побережье Красного моря, откуда отправлялись экспедиции в страну Пунт, найдена стела. В Рикке было обнаружено ювелирное изделие с его именем. Кроме того, сохранились несколько скарабеев и цилиндрических печатей.

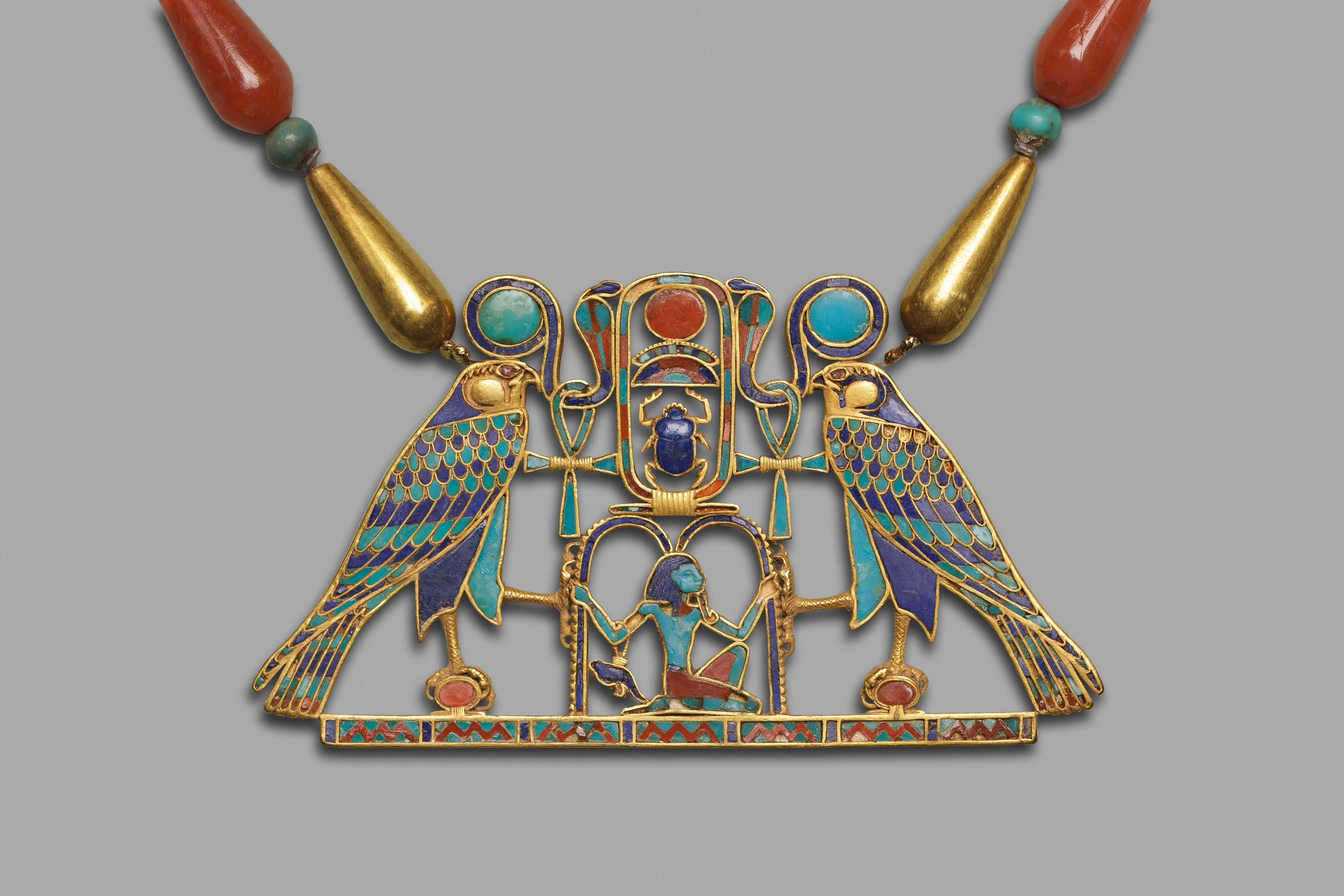
Пектораль из гробницы Сатхатхор с тронным именем Сенусерта II Хахеперра

В течение первого года совместного правления отца и сына была организована экспедиция в Пунт под предводительством сановника по имени Хнумхотеп, имя которого встречается в надписи, датированной этим временем, найденной на побережье Красного моря, в Вади-Гасусе (древняя гавань Сау), и в настоящее время хранящейся в замке Алник. Надпись повествует, что эта экспедиция соорудила памятник Сенусерту в «Стране бога» (то есть в Пунте).

### Имена Сенусерта II
Тронным именем этого царя стало Хахеперра, что можно перевести как «Тот, кто поднимается (или коронован, или светит) как существование (или проявление) бога солнца»; «хоровым именем» — Сешемутауи — «Повелитель Обеих Земель»; «именем небти» — Сехемаат — «Тот, кто повелевает истине сиять»; «золотым именем» — Нечерухетеп — «Покой богов». Его «личное имя» Сенусерт — можно перевести как «Человек богини Усрет», или «Могущественный человек»
| G5 |

| G5 |

| S29 | T32 | G43 | N17 · N17 |

| S29 | T32 | G43 | N17 · N17 |

| T32 · N19 |

| T32 · N19 |

| G16 |

| G16 |

| S29 | N28 · D36 · Y1 | Aa11 · D36 · X1 | H6 |

| S29 | N28 · D36 · Y1 | Aa11 · D36 · X1 | H6 |

| S29 | N28 · D36 | Aa11 · X1 |

| S29 | N28 · D36 | Aa11 · X1 |

| G16 | S29 | N28 · D36 · Y1 |

| G16 | S29 | N28 · D36 · Y1 |

| G8 |

| G8 |

| D3 · R4 | G8 |

| D3 · R4 | G8 |

| R4 · R8A · S12 | G5 |

| R4 · R8A · S12 | G5 |

| R4 · R8A | G8 |

| R4 · R8A | G8 |

| nswt&bity |

| nswt&bity |

| N5 | N28 | L1 |

| N5 | N28 | L1 |

| N5 | N28 | L1 |

| N5 | N28 | L1 |

| N5 | N28 | L1 |

| N5 | N28 | L1 |

| N5 | N28 | L1 |

| N5 | N28 | L1 |

| N5 | L1 | N28 |

| N5 | L1 | N28 |

| N5 | L1 | N28 |

| N5 | L1 | N28 |

| N5 | L1 | N28 |

| N5 | L1 | N28 |

| N5 | L1 | N28 |

| N5 | L1 | N28 |

| G39 | N5 |

| G39 | N5 |

| F12 | S29 | D21 · X1 | O34 · N35 |

| F12 | S29 | D21 · X1 | O34 · N35 |

| F12 | S29 | D21 · X1 | O34 · N35 |

| F12 | S29 | D21 · X1 | O34 · N35 |

| F12 | S29 | D21 · X1 | O34 · N35 |

| F12 | S29 | D21 · X1 | O34 · N35 |

| F12 | S29 | D21 · X1 | O34 · N35 |

| F12 | S29 | D21 · X1 | O34 · N35 |

### Обстановка на юге страны
Во время правления Сенусерта II особое внимание было обращено на Нубию. В надписях её именовали «южная передовая земля». На 3-м году своего царствования, когда покойный фараон Аменемхет II был ещё жив, Сенусерт послал некого чиновника по имени Хапу в Нубию с целью проинспектировать крепости в области Уауат.
В Эль-Кабе (егип. Нехеб, др.-греч. Эйлетиасполь) была обнаружена плита с вырезанной на ней надписью, относящаяся к 44-му году правления Аменемхета III, который занял престол после смерти фараонов Сенусерта II и Сенусерта III. В ней сказано: «Его величество приказал соорудить бастионы внутри ограды Сешемутауи, покойного».

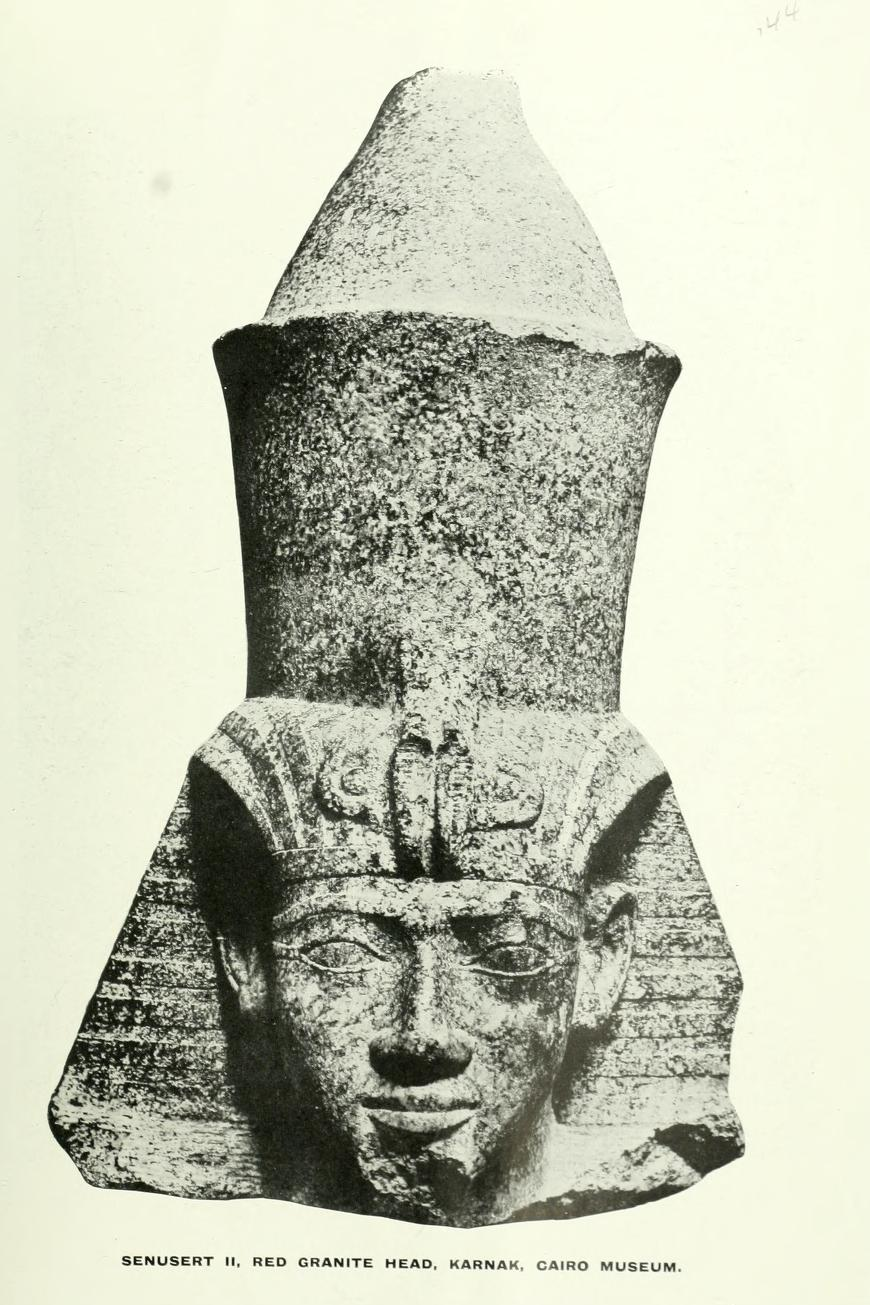
Голова статуи Сенусерта II, найденная в Карнаке. Каирский египетский музей

Имя Сешемутауи вписано в картуш. Однако, оно является «хоровым» именем и должно было в связи с этим заключаться в прямоугольную рамку, так называемый серех, обычно использовавшийся для написания «хоровых» имён, а не в овальный картуш. Это могло стать следствием ошибки переписчика (сама плита в настоящее время утеряна и единственная копия текста была сделана в 1855 году). Согласно другой точке зрения, жители этой части страны знали царя только по его «хоровому» имени. Напротив Нехеба, на другом берегу реки находился город Нехен (др.-греч. Иераконполь) — древняя столица и культ почитания бога Хора. Таким образом, примерно через 80 лет после смерти Сенусерта II, когда был составлен текст надписи, местный мастер по вполне понятным причинам мог окружить его имя овалом вместо прямоугольника. В любом случае у нас имеются основания полагать, что в тексте упоминается именно Сенусерт II. Следовательно, он велел построить внешние укрепления вокруг города Нехеба, остатки которых до сих пор окружают место, где находился этот город.
Но эти бастионы были не единственным фортификационным сооружением, возведённым в то время на южной границе Египта и Нижней Нубии. Асуан соединяет с Шелладом огромная стена. Вероятно, она была возведена для того, чтобы защитить суда, находящиеся в районе первого порога, от нападения с юга и востока. Упоминаемый выше текст Хапу вырезан на скале, расположенной как раз над этой стеной. Следовательно, в то время она уже существовала и являлась одним из укреплений, которые чиновник должен был проверить. В Нижней Нубии находилось ещё три крупные крепости — в Коштамне, Кубане и Анибе. Все они, судя по всему, были построены примерно в то же время, хотя точные даты их сооружения неизвестны.

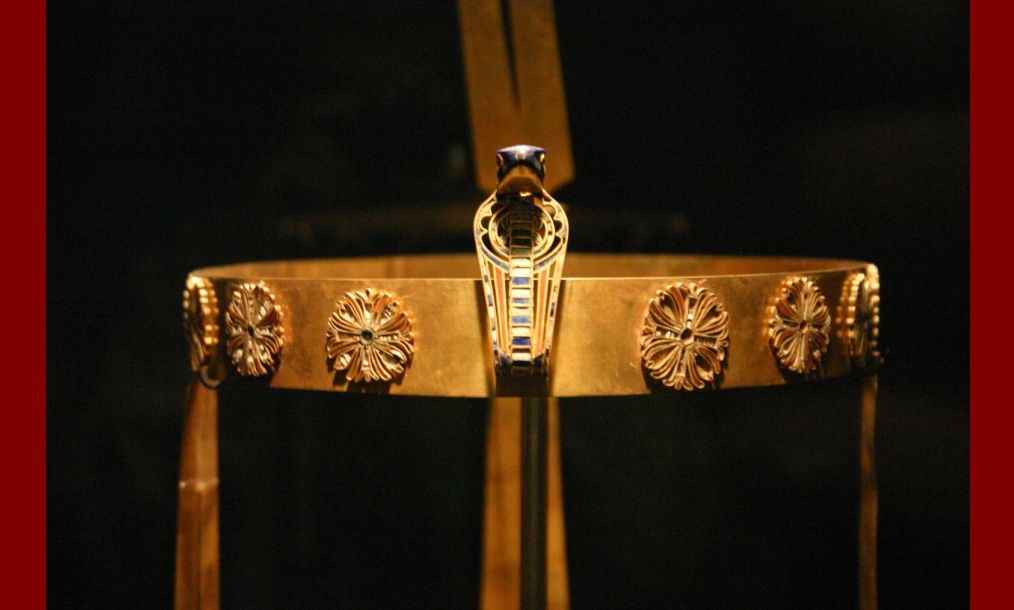
Изображение урея на венце Сенусерта II

Правление Сенусерта II считается мирным, какие либо упоминания о его походах на юг отсутствуют. Однако можно предположить, что фараон мог терпеть поражения от негров Нубии и похвастаться в победных надписях ему было особо нечем. Известно, что в период царствования Сенусерта I египетская армия смогла пройти в область, расположенную южнее третьего порога. Фараон назначил одного из своих вельмож правителем данного региона. Также во время правления Аменемхета II туда была отправлена мирная экспедиция. Теперь же в период царствования данного царя, даже город Нехеб, отстоящий в 130 км на север от первого порога, обзавёлся укреплениями. Кроме того, в Нижней Нубии были возведены и проинспектированы другие фортификационные сооружения. При следующем фараоне, Сенусерте III состоялась масштабная война с жившими на юге неграми.
Таким образом, кажется вполне обоснованным предположение о том, что в период правления Сенусерта II египтянам пришлось столкнуться с серьёзной угрозой, исходившей с территории современного Судана. Племена чернокожих, завоёванные Сенусертом I, восстали. Можно предположить, что они уничтожили египетские аванпосты, находившиеся в районе третьего порога, а также те, которые располагались у второго порога. Таким образом, негры стали угрожать самому Египту. Преувеличенная радость, с которой следующий фараон Сенусерт III будет рассказывать о победах египетского оружия, благодаря которым ему удалось избавиться от этой опасности, является свидетельством того, насколько сильный ужас внушали египтянам чернокожие захватчики. Не ошибкой будет предположить, что обитатели южных областей Египта жили в то время в постоянном страхе, опасаясь, что негры прорвутся через укрепления и разгромят их.

### Взаимоотношения с азиатами

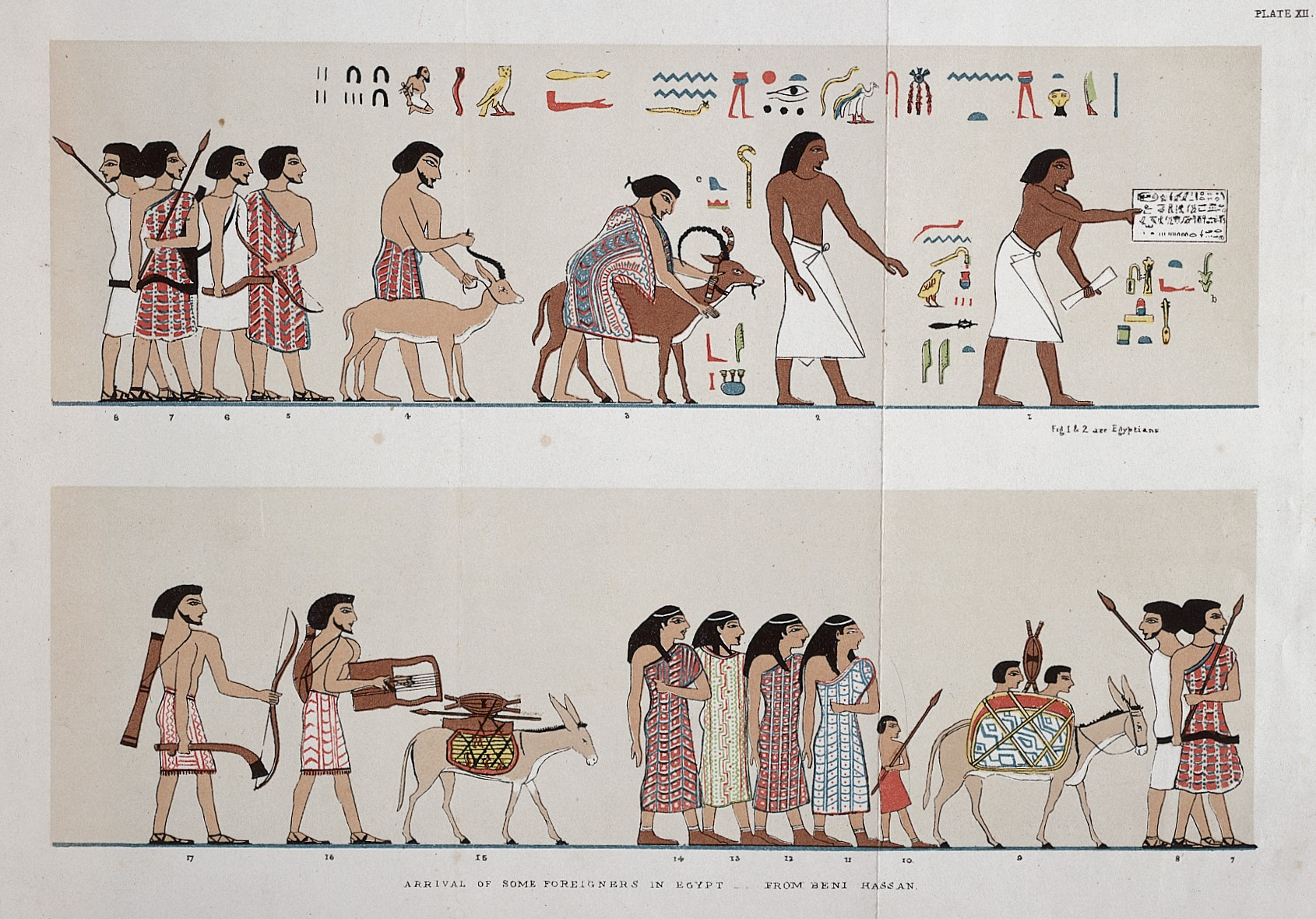
Прибытие азиатов в Египет

Одно из наиболее интересных свидетельств о той эпохе найдено в гробнице номарха Хнумхотепа, расположенной в Бени-Хасане. Там номарх изображён встречающим делегацию из 37 аму, или азиатов из Восточной пустыни, которые преподносят ему кохль — краску для глаз. Вельможе их представляет чиновник по имени Неферхотеп, держащий в руках табличку, на которой написано следующее: «Год шестой правления Сенусерта II; прибытие кохля, который 37 азиатов приносят ему». Предводитель делегатов назван «правителем (гик) пустынь, Абшаи». За ним следуют мужчины, вооружённые луками и копьями, а также женщины и дети, причём двое из последних едут верхом на осле. Делегаты одеты в богатые и тщательно продуманные наряды. Мужчины изображены с бородами, черты их лиц напоминают семитские, по крайней мере, у них большие «еврейские» носы. У женщин длинные тёмные волосы; на их ноги надеты туфли, а не сандалии. Очевидно, Абшаи был богатым вождём, и можно предположить, что подобные племена вряд ли в чём-то уступали египтянам. Из этого изображения следует, что азиатские племена (аму) получали разрешение селиться на землях Египта. За это они платили дань в царскую казну и чиновникам, которые были обязаны следить за порядком в таких поселениях.
Правление Сенусерта II было мирным, он продолжил освоение Фаюмского оазиса. В период правления фараонов XII династии часто дети номархов воспитывались вместе с царскими сыновьями. Это давало фараонам известную власть над провинциальными князьями, так как дети становились своего рода заложниками при дворе. С другой стороны, отношения будущего фараона с номархами становились более близкими, что в дальнейшем влияло на политические взгляды подчинённых. Проведя юность в столице, номархи в своих областях стремились установить подобные порядки и воспроизвести обстановку двора. Это отразилось на повышении уровня искусства Среднего царства. У Сенусерта II сложились хорошие, тёплые отношения с провинциальной элитой. Надписи в большой гробнице номарха Бени-Хасана в Среднем Египте рассказывают о том, что царь осыпал номархов наградами и почестями.

### Семья фараона

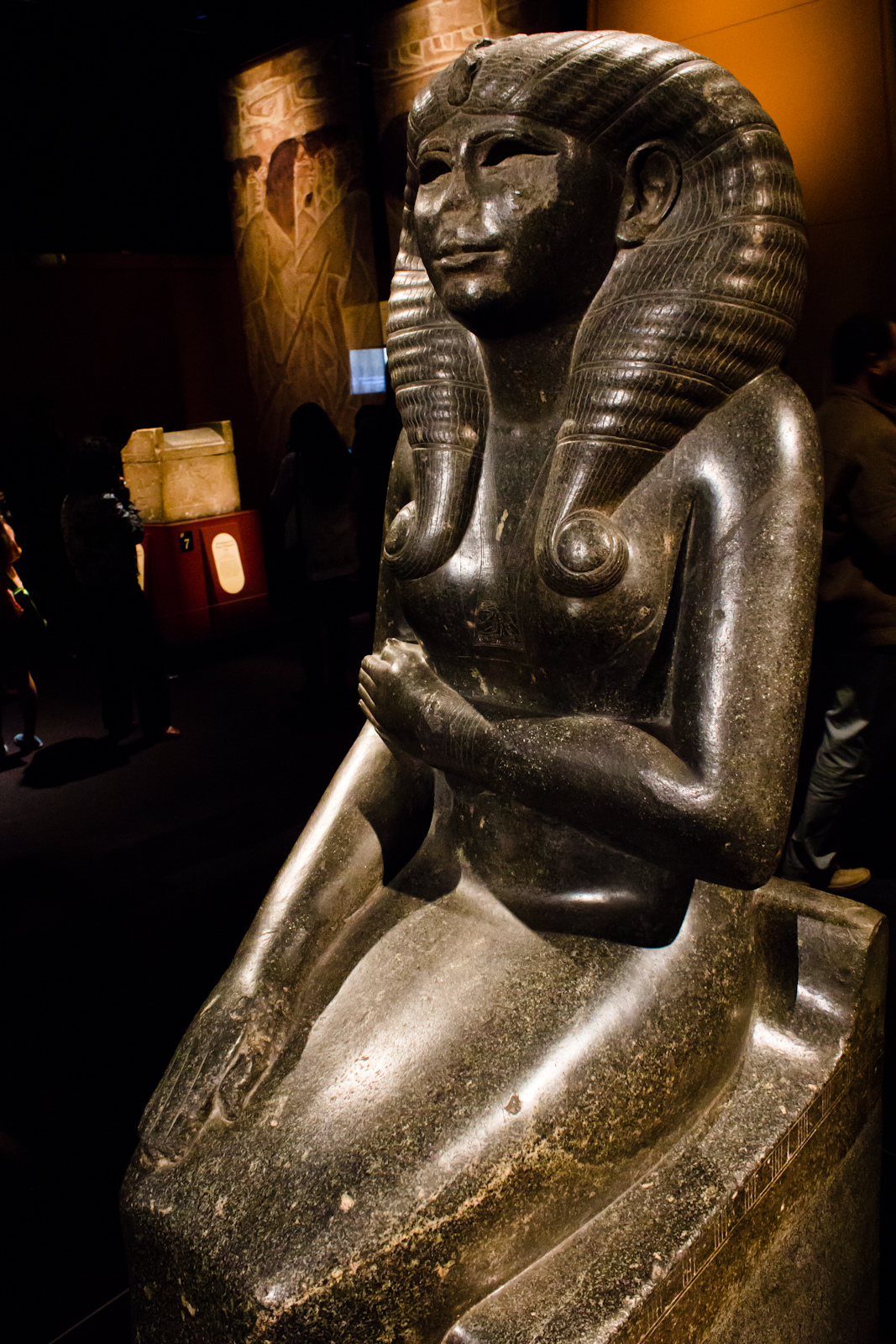
Статуя Нефрет II, царицы фараона Сенусерта II. Каирский египетский музей

Известны некоторые сведения о семье Сенусерта II. Его супругу звали Нефрет. Сохранились остатки двух её статуй, благодаря которым можно восстановить облик царицы. Она была широколицей, с довольно тяжёлыми чертами лица и носила необычную причёску — её волосы, расширяющиеся по бокам, были стянуты в два толстых жгута перед плечами и заканчивались двумя спиральными завитками над грудью. В текстах она названа «наследной царевной… возлюбленной супругой царя, правительницей всех женщин, дочерью царя». Судя по последней фразе, она являлась не только женой, но и сестрой Сенусерта II (браки между братьями и сёстрами были широко распространены в древнеегипетских царских семействах).
Вероятно, эта же царица вместе с дочерью по имени Хатшепсут упоминается на поминальной стеле некоего чиновника, которого звали Иу. Он пишет, что его супругой была «Хатшепсут, рождённая царицей Нефрет, покойной». Имена царицы Нефрет и двух её дочерей: Нефрет и Атеухаит — встречаются в папирусе из Кахуна, в котором также упоминается царевич Сенусертсенеб. В Эль-Лахуне были обнаружены прекрасные украшения и канопы другой царевны, Сатхатхор, а также скарабей, возможно, принадлежащий ей же. Кроме того, в нашем распоряжении имеются свидетельства ещё об одной царевне, Атумнеферу.

### Пирамида Сенусерта

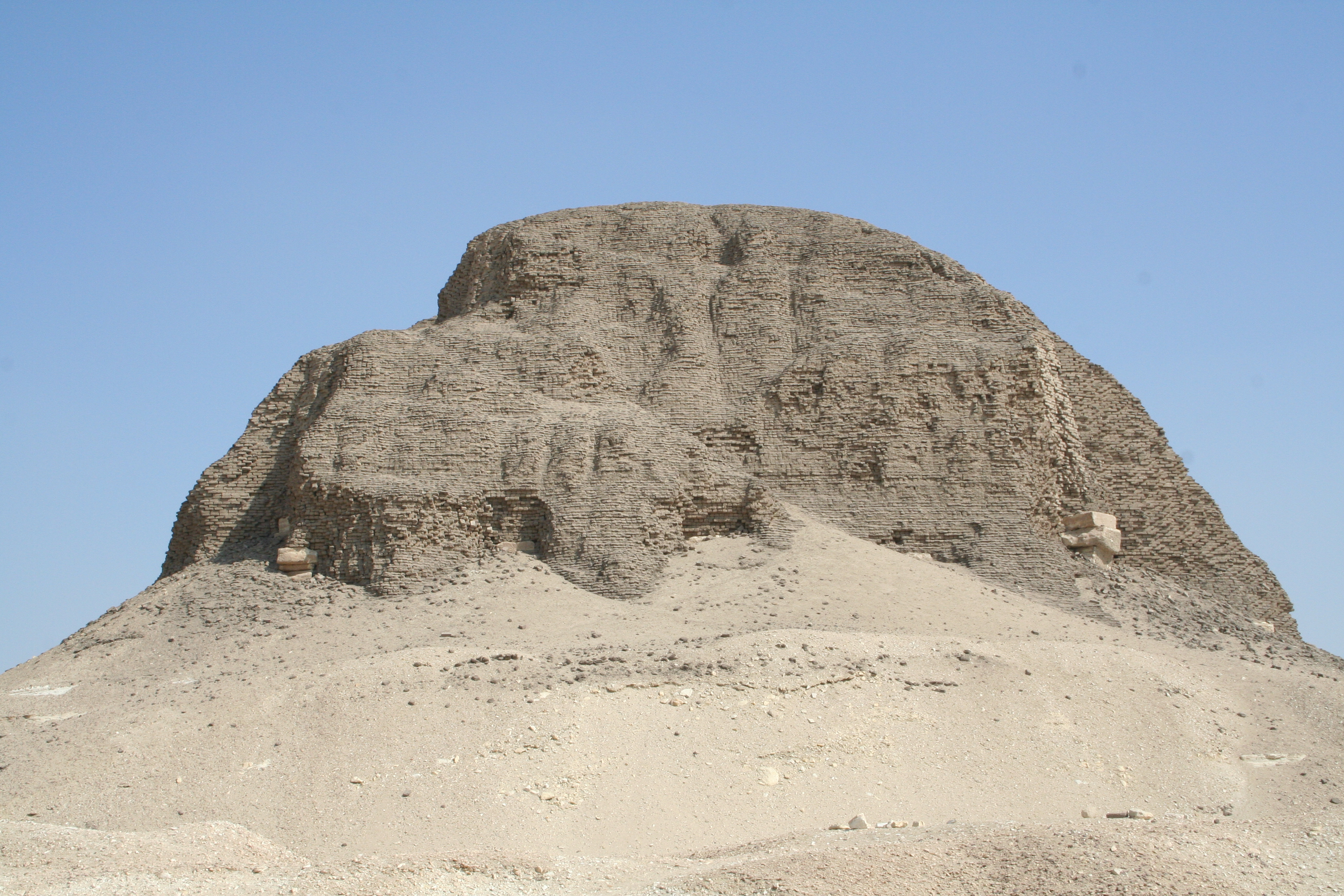
Пирамида Сенусерта II в Эль-Лахуне

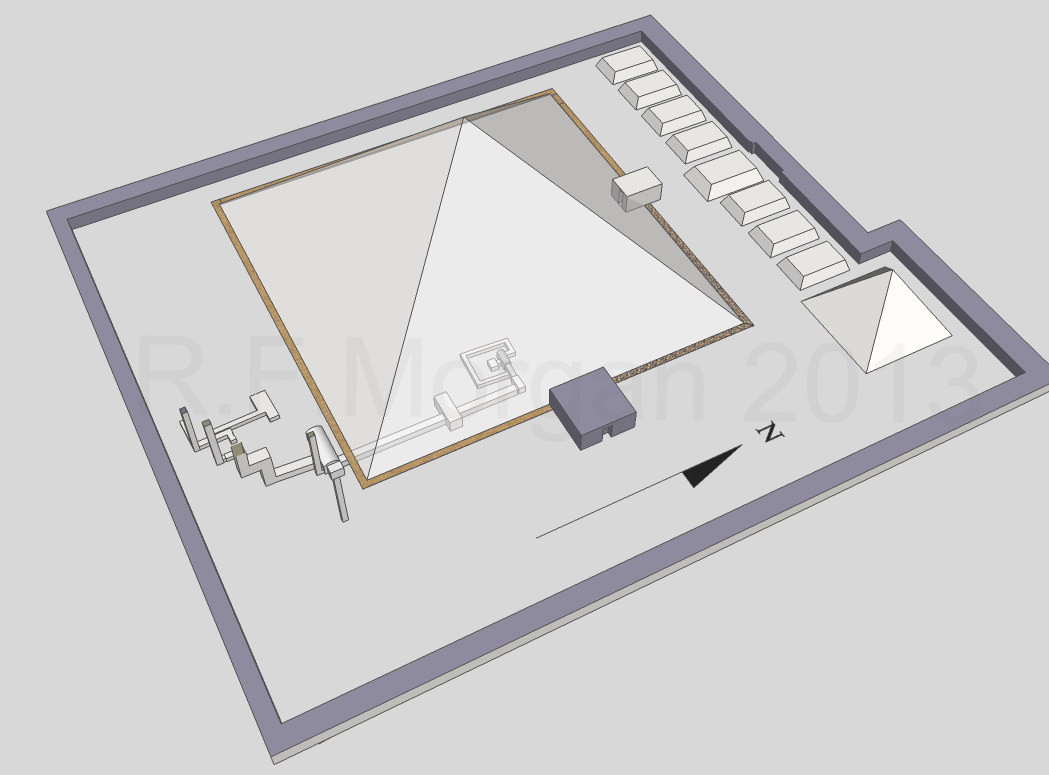
Комплекс пирамиды Сенусерта II. План-реконструкция

Наиболее важным памятником, сооружённым в правление Сенусерта II, стала его пирамида, названная Ха-Сенусерт, «Сенусерт сияет». Она была построена на краю пустыни, в северной части низины, соединяющей долину Нила с Файюмом и расположенной немного южнее царской резиденции в Лиште, рядом с которой были похоронены два первых представителя XII династии Аменемхет I и Сенусерт I. Она находилась примерно в 56 км южнее пирамиды Аменемхета II. Выбор этого места свидетельствует о том, что Сенусерт II был каким-то образом связан с Файюмом и что дворец, в котором он жил, находился в этом регионе.
Пирамида Сенусерта II обладает рядом особенностей. Она построена из кирпича-сырца и камня вокруг ядра из естественной скалы. В плане она представляла собой квадрат со стороной 107 м (её высота достигала, вероятно, 48 м, угол наклона граней — 42°35'). Сооружение было облицовано высококачественным известняком. На вершине пирамиды находился пирамидион из чёрного гранита, фрагмент которого нашёл Питри в ходе первых раскопок на этой территории. С четырёх сторон пирамиду окружал средних размеров ров, заполненный песком. Он облегчал сток дождевой воды. Перед рвом землю вымостили плитами, заканчивавшимися у низкого парапета, высеченного в скале, где размещались ниши. Известняковая внешняя облицовка пирамиды была снята Рамсесом II для повторного использования её в собственных строительных проектах, о чём этот фараон оставил надпись. Ныне эта пирамида сильно разрушена, и возвышается над окружающей местностью на 15 метров.
При её строительстве исключительное внимание уделялось мерам предосторожности против грабителей. Вход в пирамиду, расположенный с южной стороны (прежде он устраивался на северной стороне пирамиды), на некотором расстоянии он неё, представлял собой высеченный в скале колодец (исключительный случай в конструкции пирамиды). Все внутренние помещения и проходы были вырублены в толще твёрдой скалы, под кирпичной и каменной кладкой. Подземные коридоры превратили в лабиринт с колодцами-западнями, погребальную камеру поместили примерно в 20 метрах сбоку от центра основания, где она согласно обычаю должна находиться, и на глубине 12 м. Этот сложный план позволяет предположить, что строители воспользовались более древним захоронением, приспособив его внутреннюю структуру для защиты от разграбления. От входа две глубокие перпендикулярные шахты вели в туннель или проход, поднимавшийся под небольшим углом вверх. В результате исключалась угроза его затопления дождевой водой, которая могла просочиться через шахты. В конце этого прохода находилось обширное помещение, вырубленное в скале и затем облицованное известняком. Через него можно было попасть в настоящую погребальную камеру, облицованную красным гранитом.

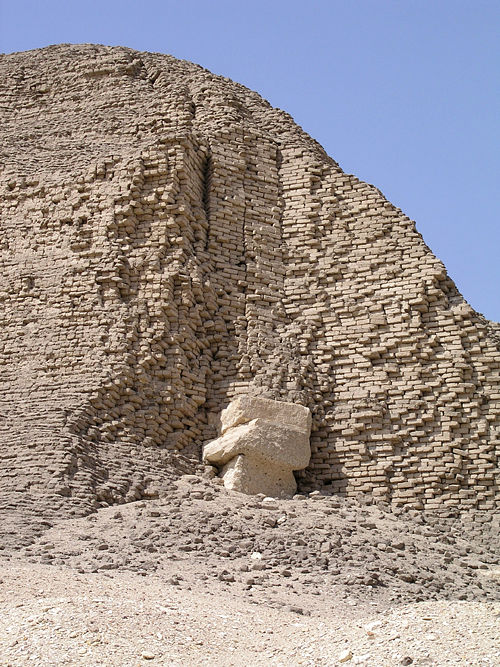
Пирамида Сенусерта II сложенная из необожжённого кирпича. Видна часть обнажившегося каменного каркаса

Пирамида, в которую первым вошёл Фрейзер, была расчищена Питри. Однако все меры предосторожности не спасли гробницу от расхищения. В ней сохранился только великолепный саркофаг из красного гранита (в настоящее время утерян) и белый алебастровый жертвенный стол. На полу в погребальной камере в закаменевшем иле нашли фигурку золотой кобры (урей) с царской диадемы, обронённую грабителями. Это украшение инкрустировано карнеолами, ляпис-лазурью и гранатами.

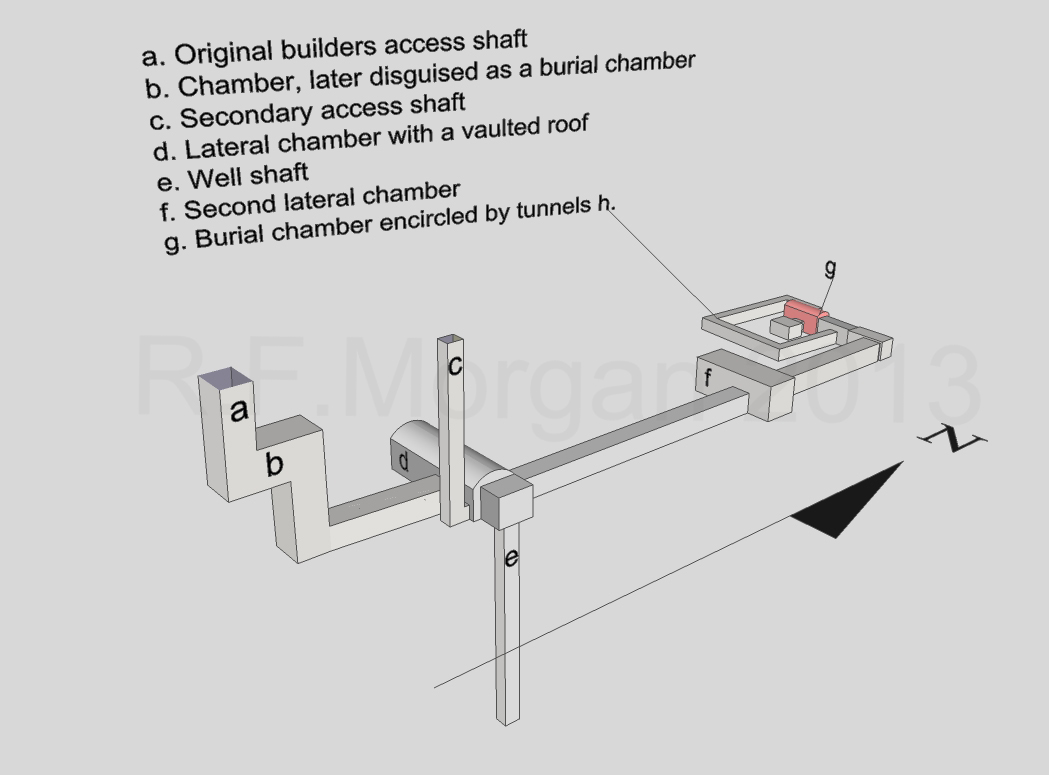
План внутренних помещений Сенусерта II:
a. Оригинальный колодец, доступный для строителей
b. Камера, впоследствии замаскированная под погребальную камеру
c. Второй доступный колодец
d. Боковая камера со сводчатым потолком
e. Ствол скважины
f. Вторая боковая камера
g. Погребальная камера, окружённая тоннелями h

Возле колодца, ведущего к пирамиде Сенусерта II, было обнаружено четыре других подземных хода. Один вёл к погребению царевны Сатхатхориунет, где в 1914 году было обнаружено так называемое «Иллахунское сокровище». В одной из ниш нашли ларец из эбенового дерева с великолепными украшениями, часть которых в настоящий момент находится в Каирском музее, а часть — в музее Метрополитен. Там лежали очень красивые золотые инкрустированные пекторали, восхитительная диадема с высоким тонким золотым пером, инкрустированный розетками обруч для головы, целая коллекция ювелирных изделий и косметика. Во время наводнения древнего времени, вероятно, ниша была заполнена илом и грабители, которые проникли в гробницу царевны, не заметили этот клад.
С восточной стороны к пирамиде примыкал заупокойный храм, ныне полностью разрушенный. Возможно, он был выстроен из красного гранита. Можно определить расположение дороги, которая вела к нему от границы обрабатываемых земель. Восемь тесно прилегающих друг к другу мастаб находились с северной стороны, напротив внутренней стены комплекса. Немного восточнее располагалась «пирамида царицы». По величине она превышает большинство сооружений этого типа, поэтому зодчим пришлось сделать с этой стороны стены широкий выступ. Ни внутри пирамиды, ни под мастабами не было обнаружено никаких помещений и проходов. Возможно эти мастабы являлись кенотафами, то есть символическими могилами. Весь комплекс пирамиды Сенусерта II был окружён известняковой стеной, которая была украшена нишами, возможно, как копия комплекса Джосера в Саккаре.
Севернее, недалеко от пирамиды, найдены остатки конструкции, которую некоторые археологи считают святилищем, связанным с праздником Сед. С восточной, западной и северной сторон вокруг пирамиды располагаются скальные погребения, принадлежавшие знатным лицам XII династии. Некоторые из них были повторно использованы во времена XVIII и XXII династий. Несколько гробниц датируемых XXII–XXV династиями, образуют отдельную группу к юго-западу от пирамиды, на границе с обрабатываемыми землями.

### Город Хотеп-Сенусерт

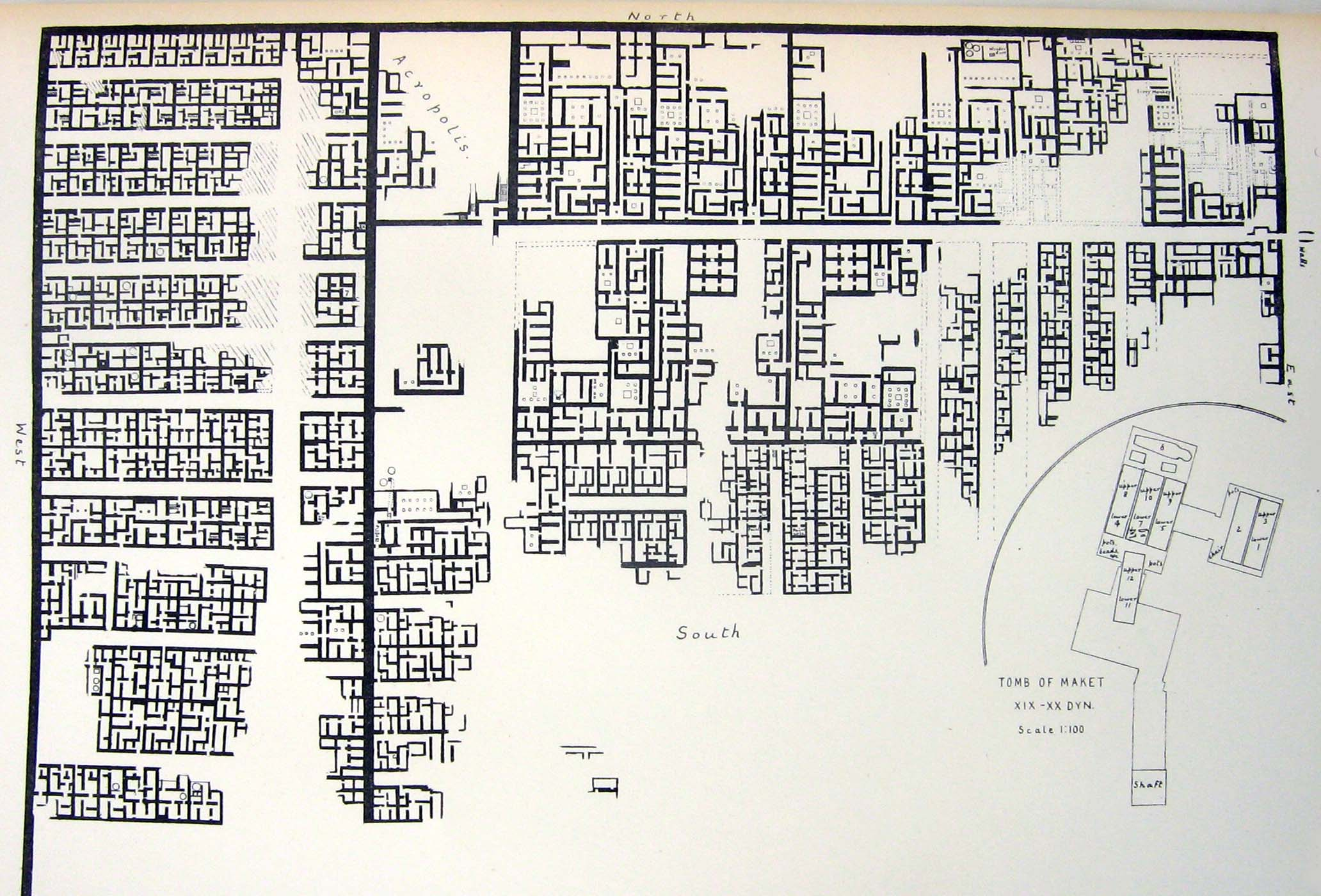
План города Хотеп-Сенусерт

Примерно в 1,5 км к востоку от пирамиды Питри в 1889 году раскопал город называвшийся Хотеп-Сенусерт, «Сенусерт Доволен». Из-за недоразумения он поначалу фигурировал в научной литературе под именем Кахун. Это поселение создавалось, по-видимому, для строителей пирамиды и других священных сооружений. Город просуществовал недолго, и именно поэтому избежал полного разрушения. Он был обнесён стеной из сырцового кирпича, окружавшей площадь размером 350 на 400 м, вероятно, открытую в сторону Нила. Двое ворот вели к двум городским кварталам. Западный квартал, занимавший треть общего пространства, был отделён от восточного стеной из сырцового кирпича. С севера на юг его пересекала улица шириной 8–9 м, от которой отходили небольшие улочки, ведущие к жилищам. Более двух сотен домов, в которых редко было больше трёх комнат, служили пристанищем для строителей. Напротив, восточный квартал, вдвое больший по площади, состоял из комфортабельных жилищ со множеством помещений. В некоторых число комнат доходило до 70. Здесь можно увидеть постройки с колоннами, образующими нечто вроде перистилей с бассейнами. Здесь есть широкие дворы, комнаты гаремов и многочисленные служебные помещения, кухни и склады. План города демонстрирует правильную сеть улиц и однородную застройку. В этом городе могло проживать до пяти тысяч человек.
В ходе раскопок в домах было найдено множество предметов, позволяющих воссоздать обстановку помещений. Однако самыми важными находками стали иератические папирусы, обнаруженные в домах, и, особенно, в храме Анубиса, возле южной стены города. Эти папирусы датированы периодом последних фараонов XII династии и первых царей XIII династии. Они содержат литературные произведения, медицинские и математические трактаты, частные письма и, главное, юридические и финансовые документы первостепенной важности. Последние позволяют установить административное деление городов и провинций в эпоху Среднего царства. Благодаря им мы можем также составить представление о том, как велась перепись населения, счёт скота и так далее. Кроме того, среди этих документов можно увидеть нотариальные акты, например, завещания частных лиц.
| XII династия                 |                                                                       |                        |
| Предшественник: Аменемхет II | фараон Египта ок. 1882 — 1872 до н. э. (правил приблизительно 10 лет) | Преемник: Сенусерт III |

## Родословие Сенусерта II
|  |  |        |        |             |             |             |             |                     |                     |                     |                     |                     |                     |              |              |               |               |               |               |                      |                      |                      |                      |                      |                      |            |            |            |            |            |            |            |            |  |  |                |                |                |                |                |                |  |  |  |  |  |  |  |  |
|  |  | Ноферт | Ноферт | Ноферт      | Ноферт      | Ноферт      | Ноферт      |                     |                     | Сенусрет            | Сенусрет            | Сенусрет            | Сенусрет            | Сенусрет     | Сенусрет     |               |               |               |               |                      |                      |                      |                      |                      |                      |            |            |            |            |            |            |            |            |  |  |                |                |                |                |                |                |  |  |  |  |  |  |  |  |
|  |  | Ноферт | Ноферт | Ноферт      | Ноферт      | Ноферт      | Ноферт      |                     |                     | Сенусрет            | Сенусрет            | Сенусрет            | Сенусрет            | Сенусрет     | Сенусрет     |               |               |               |               |                      |                      |                      |                      |                      |                      |            |            |            |            |            |            |            |            |  |  |                |                |                |                |                |                |  |  |  |  |  |  |  |  |
|  |  |        |        |             |             |             |             |                     |                     |                     |                     |                     |                     |              |              |               |               |               |               |                      |                      |                      |                      |                      |                      |            |            |            |            |            |            |            |            |  |  |                |                |                |                |                |                |  |  |  |  |  |  |  |  |
|  |  |        |        | Аменемхет I | Аменемхет I | Аменемхет I | Аменемхет I | Аменемхет I         | Аменемхет I         |                     |                     | Нефертатенен        | Нефертатенен        | Нефертатенен | Нефертатенен | Нефертатенен  | Нефертатенен  |               |               |                      |                      |                      |                      |                      |                      |            |            |            |            |            |            |            |            |  |  |                |                |                |                |                |                |  |  |  |  |  |  |  |  |
|  |  |        |        | Аменемхет I | Аменемхет I | Аменемхет I | Аменемхет I | Аменемхет I         | Аменемхет I         |                     |                     | Нефертатенен        | Нефертатенен        | Нефертатенен | Нефертатенен | Нефертатенен  | Нефертатенен  |               |               |                      |                      |                      |                      |                      |                      |            |            |            |            |            |            |            |            |  |  |                |                |                |                |                |                |  |  |  |  |  |  |  |  |
|  |  |        |        |             |             |             |             |                     |                     |                     |                     |                     |                     |              |              |               |               |               |               |                      |                      |                      |                      |                      |                      |            |            |            |            |            |            |            |            |  |  |                |                |                |                |                |                |  |  |  |  |  |  |  |  |
|  |  |        |        |             |             |             |             |                     |                     |                     |                     |                     |                     |              |              |               |               |               |               |                      |                      |                      |                      |                      |                      |            |            |            |            |            |            |            |            |  |  |                |                |                |                |                |                |  |  |  |  |  |  |  |  |
|  |  |        |        |             |             |             |             | Сенусерт I          | Сенусерт I          | Сенусерт I          | Сенусерт I          | Сенусерт I          | Сенусерт I          |              |              | Неферу III    | Неферу III    | Неферу III    | Неферу III    | Неферу III           | Неферу III           |                      |                      |                      |                      |            |            |            |            |            |            |            |            |  |  |                |                |                |                |                |                |  |  |  |  |  |  |  |  |
|  |  |        |        |             |             |             |             | Сенусерт I          | Сенусерт I          | Сенусерт I          | Сенусерт I          | Сенусерт I          | Сенусерт I          |              |              | Неферу III    | Неферу III    | Неферу III    | Неферу III    | Неферу III           | Неферу III           |                      |                      |                      |                      |            |            |            |            |            |            |            |            |  |  |                |                |                |                |                |                |  |  |  |  |  |  |  |  |
|  |  |        |        |             |             |             |             |                     |                     |                     |                     |                     |                     |              |              |               |               |               |               |                      |                      |                      |                      |                      |                      |            |            |            |            |            |            |            |            |  |  |                |                |                |                |                |                |  |  |  |  |  |  |  |  |
|  |  |        |        |             |             |             |             |                     |                     |                     |                     | Аменемхет II        | Аменемхет II        | Аменемхет II | Аменемхет II | Аменемхет II  | Аменемхет II  |               |               | Сенет                | Сенет                | Сенет                | Сенет                | Сенет                | Сенет                |            |            |            |            |            |            |            |            |  |  |                |                |                |                |                |                |  |  |  |  |  |  |  |  |
|  |  |        |        |             |             |             |             |                     |                     |                     |                     | Аменемхет II        | Аменемхет II        | Аменемхет II | Аменемхет II | Аменемхет II  | Аменемхет II  |               |               | Сенет                | Сенет                | Сенет                | Сенет                | Сенет                | Сенет                |            |            |            |            |            |            |            |            |  |  |                |                |                |                |                |                |  |  |  |  |  |  |  |  |
|  |  |        |        |             |             |             |             |                     |                     |                     |                     |                     |                     |              |              |               |               |               |               |                      |                      |                      |                      |                      |                      |            |            |            |            |            |            |            |            |  |  |                |                |                |                |                |                |  |  |  |  |  |  |  |  |
|  |  |        |        |             |             |             |             | Хенметнеферхеджет I | Хенметнеферхеджет I | Хенметнеферхеджет I | Хенметнеферхеджет I | Хенметнеферхеджет I | Хенметнеферхеджет I |              |              | Сенусерт II   | Сенусерт II   | Сенусерт II   | Сенусерт II   | Сенусерт II          | Сенусерт II          |                      |                      | Неферет II           | Неферет II           | Неферет II | Неферет II | Неферет II | Неферет II |            |            |            |            |  |  |                |                |                |                |                |                |  |  |  |  |  |  |  |  |
|  |  |        |        |             |             |             |             | Хенметнеферхеджет I | Хенметнеферхеджет I | Хенметнеферхеджет I | Хенметнеферхеджет I | Хенметнеферхеджет I | Хенметнеферхеджет I |              |              | Сенусерт II   | Сенусерт II   | Сенусерт II   | Сенусерт II   | Сенусерт II          | Сенусерт II          |                      |                      | Неферет II           | Неферет II           | Неферет II | Неферет II | Неферет II | Неферет II |            |            |            |            |  |  |                |                |                |                |                |                |  |  |  |  |  |  |  |  |
|  |  |        |        |             |             |             |             |                     |                     |                     |                     |                     |                     |              |              |               |               |               |               |                      |                      |                      |                      |                      |                      |            |            |            |            |            |            |            |            |  |  |                |                |                |                |                |                |  |  |  |  |  |  |  |  |
|  |  |        |        | Нофретхенут | Нофретхенут | Нофретхенут | Нофретхенут | Нофретхенут         | Нофретхенут         |                     |                     | Сенусерт III        | Сенусерт III        | Сенусерт III | Сенусерт III | Сенусерт III  | Сенусерт III  |               |               | Хенметнеферхеджет II | Хенметнеферхеджет II | Хенметнеферхеджет II | Хенметнеферхеджет II | Хенметнеферхеджет II | Хенметнеферхеджет II |            |            | Меретсехер | Меретсехер | Меретсехер | Меретсехер | Меретсехер | Меретсехер |  |  | Ситхатхориунет | Ситхатхориунет | Ситхатхориунет | Ситхатхориунет | Ситхатхориунет | Ситхатхориунет |  |  |  |  |  |  |  |  |
|  |  |        |        | Нофретхенут | Нофретхенут | Нофретхенут | Нофретхенут | Нофретхенут         | Нофретхенут         |                     |                     | Сенусерт III        | Сенусерт III        | Сенусерт III | Сенусерт III | Сенусерт III  | Сенусерт III  |               |               | Хенметнеферхеджет II | Хенметнеферхеджет II | Хенметнеферхеджет II | Хенметнеферхеджет II | Хенметнеферхеджет II | Хенметнеферхеджет II |            |            | Меретсехер | Меретсехер | Меретсехер | Меретсехер | Меретсехер | Меретсехер |  |  | Ситхатхориунет | Ситхатхориунет | Ситхатхориунет | Ситхатхориунет | Ситхатхориунет | Ситхатхориунет |  |  |  |  |  |  |  |  |
|  |  |        |        |             |             |             |             |                     |                     |                     |                     |                     |                     |              |              |               |               |               |               |                      |                      |                      |                      |                      |                      |            |            |            |            |            |            |            |            |  |  |                |                |                |                |                |                |  |  |  |  |  |  |  |  |
|  |  |        |        |             |             |             |             | Аат                 | Аат                 | Аат                 | Аат                 | Аат                 | Аат                 |              |              | Аменемхет III | Аменемхет III | Аменемхет III | Аменемхет III | Аменемхет III        | Аменемхет III        |                      |                      | Нетепти              | Нетепти              | Нетепти    | Нетепти    | Нетепти    | Нетепти    |            |            |            |            |  |  |                |                |                |                |                |                |  |  |  |  |  |  |  |  |
|  |  |        |        |             |             |             |             | Аат                 | Аат                 | Аат                 | Аат                 | Аат                 | Аат                 |              |              | Аменемхет III | Аменемхет III | Аменемхет III | Аменемхет III | Аменемхет III        | Аменемхет III        |                      |                      | Нетепти              | Нетепти              | Нетепти    | Нетепти    | Нетепти    | Нетепти    |            |            |            |            |  |  |                |                |                |                |                |                |  |  |  |  |  |  |  |  |
|  |  |        |        |             |             |             |             |                     |                     |                     |                     |                     |                     |              |              |               |               |               |               |                      |                      |                      |                      |                      |                      |            |            |            |            |            |            |            |            |  |  |                |                |                |                |                |                |  |  |  |  |  |  |  |  |
|  |  |        |        |             |             |             |             |                     |                     |                     |                     |                     |                     |              |              |               |               |               |               |                      |                      |                      |                      |                      |                      |            |            |            |            |            |            |            |            |  |  |                |                |                |                |                |                |  |  |  |  |  |  |  |  |
|  |  |        |        |             |             |             |             |                     |                     |                     |                     |                     |                     |              |              | Аменемхет IV  | Аменемхет IV  | Аменемхет IV  | Аменемхет IV  | Аменемхет IV         | Аменемхет IV         |                      |                      | Нефрусебек           | Нефрусебек           | Нефрусебек | Нефрусебек | Нефрусебек | Нефрусебек |            |            |            |            |  |  |                |                |                |                |                |                |  |  |  |  |  |  |  |  |